# 南大隅町立第一佐多中学校
南大隅町立第一佐多中学校（みなみおおすみちょうりつ だいいちさたちゅうがっこう）は、鹿児島県南大隅町佐多伊座敷にある町立中学校である。1992年に当時の佐多町内の中学校を統合し開校した。2023年現在、離島を除く日本本土の最南端にある中学校である。

## 概要
現在の生徒数は、各学年1学級である。男子の頭髪は、校則で丸刈り（坊主）が強制されていたが、2005年度より長髪が許可される。

## 沿革
- 1947年（昭和22年）4月1日 - 以下の6校が開校。
  - 佐多村立佐多中学校
  - 佐多村立大泊中学校
  - 佐多村立竹之浦中学校
  - 佐多村立郡中学校
  - 佐多村立大中尾中学校
  - 佐多村立辺塚中学校
- 1947年（昭和22年）9月1日 - 佐多村が町制施行し、佐多町となったのに伴い上記の6中学校の名称がそれぞれ佐多村立から佐多町立に名称変更。
- 1992年（平成4年）4月1日 - 佐多町内6中学校を統合し、佐多町立第一佐多中学校を設置[2]。
- 2005年（平成17年）10月1日 - 佐多町が根占町と対等合併し、南大隅町となったのに伴い、南大隅町立第一佐多中学校に改称。